# اچ‌ام‌اس والمر کاسل (کی۴۰۵)
اچ‌ام‌اس والمر کاسل (کی۴۰۵) (به انگلیسی: HMS Walmer Castle (K405)) یک کشتی بود که طول آن ۲۵۲ فوت (۷۷ متر) بود. این کشتی در سال ۱۹۴۴ ساخته شد.

## طراحی
کلاس Castle نسبت به کلاس قبلی گل خود ، یک طراحی پیشرفته برای گورها بود. کلاس گل برای قایقرانی در اواسط آتلانتیک قابل قبول نبوده و فقط به دلیل نیاز در کاروان کاروان آتلانتیک استفاده می شد. اگرچه Admiralty ناوچه های کلاس لاخ را ترجیح می داد ، اما عدم توانایی بسیاری از کشتی سازی های کوچک در ساخت کشتی های بزرگتر ، آنها را ملزم می کرد تا کشتی کوچکتر ارائه دهند. افزایش کلاس کلاس قلعه نسبت به اسلاف آنها [2] و فرم بدنه بهبود یافته آنها باعث سرعت و عملکرد بهتر قلعه ها در گشت زنی در اقیانوس اطلس شمالی و جایگزینی قابل قبول برای گلها شد. [3] این ، همراه با بهبود تسلیحات ضد زیردریایی به شکل خمپاره اسکوئید ، منجر به یک کشتی ضد زیر دریایی (ASW) با توانایی بسیار بیشتر می شود. [2] با این حال ، این طراحی انتقادهایی داشت ، به طور عمده در نحوه کار با سرعت کم و اینکه حداکثر سرعت کلاس در حال حاضر کندتر از سرعت قایق های U جدیدی است که با آن روبرو می شوند.

## ارتباطات
زنگ کشتی در دبیرستان Leaside در تورنتو واقع شده است. 